# Ángel de la Cruz
Ángel de la Cruz (La Coruña, 12 de junio de 1963) es un cineasta español.

## Trayectoria
Director y guionista, junto con Manolo Gómez, de grandes éxitos de animación gallega como El bosque animado, sentirás su magia y El sueño de una noche de San Juan, también trabajó en series y programas del canal autonómico gallego y dirigió varios cortometrajes.
Se le encargó el guion de varias ceremonias de entrega de los Premios AGAPI, galardones que además distinguieron en varias ocasiones a trabajos suyos.

## Filmografía
- Afonía (1996) de Chema Gagino como productor.
- Sitcom show (1996) como director y guionista.
- Paranoia digital (1996) como director y guionista.
- Isolina do Caurel (1997) de Chema Gagino como director artístico.
- El cambio (1997) de Ignacio Villar como director artístico.
- Todavía más difícil (1998) como director y guionista.
- Sandra (2000) como director y guionista.
- El bosque animado, sentirás su magia (2001) como director, guionista y productor.
- El sueño de una noche de San Juan (2005) como director, guionista y productor.
- Los muertos van deprisa (2008) como director, guionista y productor.
- Arrugas (2011) como guionista.
- Querida Gina (2016) de Susana Sotelo como Productor.